# Озёрное (Белогорский район)
Озёрное (до 1945 года Тайга́н; укр. Озерне, крымскотат. Tayğan, Тайгъан) — исчезнувшее село в Белогорском районе Республики Крым, включённое в состав Мельников, сейчас — ферма в 1 км севернее Мельников.

## История
Хутор Тайган в составе Табулдинской волости Симферопольского уезда впервые упоминается в Календаре и Памятной книжке Таврической губернии на 1900 год с 25 жителями в 5 домохозяйствах и 475 десятинами земли в собственности. По Статистическому справочнику Таврической губернии. Ч.II-я. Статистический очерк, выпуск шестой Симферопольский уезд, 1915 год, в деревне Тайган Табулдинской волости Симферопольского уезда числилось 11 дворов со смешанным населением в количестве 108 человек приписных жителей и 5 — «посторонних», из которых 61 мужчина и 58 женщин. Жители владели 320 десятинами удобной земли. В хозяйствах имелось 31 лошадь, 18 волов, 17 коров и 65 голов мелкого скота.
После установления в Крыму Советской власти, по постановлению Крымревкома от 8 января 1921 года была упразднена волостная система и село вошло в состав вновь созданного Карасубазарского района Симферопольского уезда, а в 1922 году уезды получили название округов. 11 октября 1923 года, согласно постановлению ВЦИК, в административное деление Крымской АССР были внесены изменения, в результате которых округа ликвидировались, Карасубазарский район стал самостоятельной административной единицей и село включили в его состав. Согласно Списку населённых пунктов Крымской АССР по Всесоюзной переписи 17 декабря 1926 года, в селе Тайган, центре Тайганского сельсовета Карасубазарского района, числилось 23 двора, все крестьянские, население составляло 99 человек, из них 86 татар, 12 русских, 1 армянин. По данным всесоюзной переписи населения 1939 года в селе проживало 154 человек.
В 1944 году, после освобождения Крыма от фашистов, согласно постановлению ГКО № 5859 от 11 мая 1944 года, 18 мая крымские татары были депортированы в Среднюю Азию. 12 августа 1944 года было принято постановление № ГОКО-6372с «О переселении колхозников в районы Крыма», в исполнение которого в район завезли переселенцев: 6000 человек из Тамбовской и 2100 — Курской областей, а в начале 1950-х годов последовала вторая волна переселенцев из различных областей Украины. Указом Президиума Верховного Совета РСФСР от 21 августа 1945 года Тайган был переименован в Озёрное и Тайганский сельсовет — в Озёрновский. С 25 июня 1946 года селение в составе Крымской области РСФСР, а 26 апреля 1954 года Крымская область была передана из состава РСФСР в состав УССР. Время упразднения сельсовета пока не установлено: на 15 июня 1960 года село числилось в составе Зыбинского сельсовета, на 1 января 1968 года — в составе Вишенского, на 1 января 1977 года — вновь в Зыбинском. Решением Крымского облисполкома от 5 сентября 1985 года село Озёрное включено в состав села Мельники.

### Динамика численности населения
- 1900 год — 25 чел.[6]
- 1915 год — 108/5 чел.[7][24]
- 1926 год — 99 чел.[12]
- 1939 год — 154 чел.[13]